# إموري هاينز
إموري هاينز (بالإنجليزية: Emory Hines)‏ هو مدير فني أمريكي، ولد في 7 يناير 1913 في تكساس في الولايات المتحدة، وتوفي في 5 مارس 1989 في باتون روج في الولايات المتحدة.